# Maciej Bykowski
Maciej Bykowski, född 22 februari 1977 i Elbląg, Polen är en polsk fotbollsspelare som sedan 2011 spelar i ŁKS Łódź.
Maciej har även spelat i den grekiska klubben Panathinaikos FC 2004-2005.